# Plusgymnasiet
Plusgymnasiet hette en gymnasieskola som 2016 fanns på 14 orter i Sverige. De första skolorna startades år 2008 i Göteborg och Uddevalla. På skolorna kunde man läsa både högskoleförberedande program och yrkesprogram. Plusgymnasiet var en del av utbildningsföretaget Academedia.
Plusgymnasiet fanns i Falun, Göteborg, Gävle, Jönköping, Kalmar, Karlstad, Kristianstad, Malmö, Norrköping, Skövde, Stockholm, Sundsvall, Uddevalla och Örebro.

## Följande program erbjöds (dock ej på alla skolor)
- Artisten (ESMUS; Estetiska programmet, inriktning Musik)
- Beteendevetenskap (SABET, Samhällsvetenskapsprogrammet - inriktning Beteendevetenskap)
- Ekonomi (EKEKO; Ekonomiprogrammet, inriktning Ekonomi)
- Foto, film & media (ESEST; Estetiska programmet - inriktning Estetik och media)
- Frisör (HVFRI; Hantverksprogrammet - inriktning Frisör)
- Försäljning & marknadsföring (HAHAN; Handels- och administrationsprogrammet - inriktning Handel och service)
- Samhällsvetenskap (SASAM; Samhällsvetenskapsprogrammet - inriktning Samhällsvetenskap)
- SOS - Skydd, omsorg och säkerhet (VOVAR; Vård- och omsorgsprogrammet)
- Stylist (HVSTY; Hantverksprogrammet, inriktning Övriga hantverk)
- Träning och ledarskap (BFFRI; Barn- och fritidsprogrammet - inriktning Fritid och hälsa)